# Truus (dammen)
Truus is een computerdamprogramma (eerst voor DOS en later ook voor Windows) dat in de tweede helft van de jaren 80 van de twintigste eeuw is gemaakt door Stef Keetman. Het programma kan een partij spelen en in een stelling de beste zet inclusief varianten aangeven tot aan een stand met maximaal 6 stukken. Vanaf die situatie wordt gebruikgemaakt van een 6-stukkendatabase die zonder varianten te geven per mogelijke zet aangeeft of die leidt tot winst, remise of verlies. 
Truus won in 1990 voor het eerst het Nederlands kampioenschap computerdammen door titelverdediger DIOS '89 naar de tweede plaats te verwijzen. Truus prolongeerde de Nederlandse titel jaarlijks tot ze in 1996 door Flits naar de tweede plaats werd verwezen en daarna uit de computertoernooien verdween.